# Charles Barkley
Charles „Chuck” Wade Barkley (Leeds, 1963. február 20. –) hivatásos amerikai kosárlabdázó. Becenevét, a Sir Charles-t agresszív és szókimondó magatartása miatt, a The Round Mound of Rebound-ot pedig szokatlan testalkatáról és játékstílusáról kapta. Barkley ezzel megalapozta jövőjét az NBA-ben, erőcsatárként. Pályafutása során beválasztották öt-öt alkalommal az All-NBA első és második csapatában, és egyszer kerülhetett be a harmadik csapatba is. Tizenegy All-Star gálán vett részt, 1991-ben a gála MVP-jévé választották. 1993-ban a liga legértékesebb játékosának szavazták meg. Az NBA 50. évfordulóján beválasztották az NBA történetének 50 legnagyobb játékosá-ba. Részt vett az 1992-es és 1996-os nyári olimpiákon. Mindkét olimpián olimpiai bajnoki címet szerzett csapatával, a Dream Teammel. 2006-ban Barkley-t beiktatták a Kosárlabda Hírességek Csarnokába.
Barkley népszerű volt rajongói és a média körében is. Mivel alacsonyabb volt a megszokott erőcsatároknál, erejét és agresszivitását használva válhatott az NBA egyik legjobb lepattanózójává. Sokoldalú játékosként megvolt a képessége arra, hogy pontokat szerezzen, támadásokat építsen fel, irányítson és védekezzen. 2000-ben vonult vissza, karrierje során több mint 20 ezer pontot, 10 ezer lepattanót szerzett és 4000 gólpasszt adott
Visszavonulását követően Barkley kosárlabda meccsek közvetítésével foglalkozik sikeresen, Emmy-díjjal jutalmazták televíziós munkájáért. A Turner Network Televisionnél (TNT) dolgozik, mint szakkommentátor. Barkley számos könyvet írt és politika utáni érdeklődésének adott hangot azzal, hogy 2008-ban bejelentette: elindul a 2014-es alabamai kormányzóválasztáson.

## Fiatalkora
Barkley az Alabama állambeli Leeds külvárosában született, középiskolába a Leeds High Schoolba járt. Gyerekként 178 centiméteres magasságához csaknem 100 kg-os súlya társult. Nem vették fel az iskolai csapatba, csak tartalék játékos lehetett, azonban egy nyár alatt 193 centiméterre nőtt és kezdőként vehetett részt másodévesen a válogatottban. 19.1 dobott pontos, és 17.9-es lepattanóátlagával és 26-3-as győzelem-vereség mutatóval vezette csapatát az állami elődöntőig. Fejlődése ellenére Barkley-ra nem figyelt fel egyetlen egyetemi toborzó sem a középiskolai elődöntőig, ahol 26 pontot dobott Alabama legjobb újonca, Bobby Lee Hurt ellen. Az Auburn University segédedzője, Sonny Smith ott volt a mérkőzésen és így számolt be róla: „egy kövér srác... aki úgy játszik, mint a szél.” Barkley-t hamarosan leszerződtette az Auburn University.

## Egyetemi évei
Barkley az Auburn University-n játszott három évig egyetemi kosárlabdát. Súlyproblémái ellenére jó játékos volt, minden évben a főcsoportjának legjobb lepattanózója volt. Palánk alatti munkájával is jeleskedett, hiszen rajongói örömére számtalanszor zsákolt és blokkolt túlsúlyos testalkata ellenére. Többször előfordult, hogy védekező lepattanót szerzett, végigvezette a pályán a labdát, majd passzolás nélkül a támadást egy kétkezes zsákolással fejezte be. Testi méretei és képességei miatt kapta meg a The Round Mound of Rebound becenevet.
Az egyetemi évek alatt Barkley center pozícióban játszott az átlagos centereknél alacsonyabb termete ellenére. Hivatalosan magassága 6'6" (1.98 m), ám könyvében, az I may be wrong but I doubt itben 6'4" (1.93 m) magasságot említ. Tagja lett az Auburn All-Century csapatnak és máig tartja karrierje során beállított 62,6%-os mezőnygól dobásátlag rekordját. Számos díjat kapott, többek között a Délkeleti Főcsoport (SEC) 1984-es év játékosa címet, három All-SEC beválasztást és egy All-American második csapat választást is. Később a Birmingham Post-Herald című helyi napilap az 1980-as évek legjobb játékosának nevezte.
Barkley hároméves egyetemi karrierje során 14.8 dobott pontos, 68,2%-os dobott mezőnygólos, 9.6-es lepattanózó, 1.6-es gólpasszos és 1.7-es blokkátlaggal szerepelt minden meccsen. Egyetlen NCAA tornán való 1984-es szereplése alatt 23 pontot szerzett 80%-os dobóátlaggal, 17 lepattanót szedett, 4 gólpasszt adott, két alkalommal lopott és 2 blokkot osztott ki ellenfeleinek. 2001. március 3-án az Auburn Egyetem visszavonultatta Barkley 34-es mezét.

## Karrier statisztikák
A Basketball Reference adatai alapján.
| Karrier átlagok | Karrier átlagok | Karrier átlagok | Karrier átlagok | Karrier átlagok | Karrier átlagok | Karrier átlagok | Karrier átlagok | Karrier átlagok | Karrier átlagok | Karrier átlagok | Karrier átlagok |
| Év              | Csapat          | JM              | P/M             | MG%             | 3P%             | BD%             | L/M             | GP/M            | L/M             | B/M             | P/M             |
| --------------- | --------------- | --------------- | --------------- | --------------- | --------------- | --------------- | --------------- | --------------- | --------------- | --------------- | --------------- |
| 1984-85         | PHI             | 82              | 28.6            | .545            | .167            | .733            | 8.60            | 1.9             | 1.16            | .98             | 14.0            |
| 1985–86         | PHI             | 80              | 36.9            | .572            | .227            | .685            | 12.80           | 3.9             | 2.16            | 1.56            | 20.0            |
| 1986–87         | PHI             | 68              | 40.3            | .594            | .202            | .761            | 14.60           | 4.9             | 1.75            | 1.53            | 23.0            |
| 1987–88         | PHI             | 80              | 39.6            | .587            | .280            | .751            | 11.90           | 3.2             | 1.25            | 1.29            | 28.3            |
| 1988–89         | PHI             | 79              | 39.1            | .579            | .216            | .753            | 12.50           | 4.1             | 1.59            | .85             | 25.8            |
| 1989–90         | PHI             | 79              | 39.1            | .600            | .217            | .749            | 11.50           | 3.9             | 1.87            | .63             | 25.2            |
| 1990–91         | PHI             | 67              | 37.3            | .570            | .284            | .722            | 10.10           | 4.2             | 1.64            | .49             | 27.6            |
| 1991–92         | PHI             | 75              | 38.4            | .552            | .234            | .695            | 11.10           | 4.1             | 1.81            | .59             | 23.1            |
| 1992–93         | PHO             | 76              | 37.6            | .520            | .305            | .765            | 12.20           | 5.1             | 1.57            | .97             | 25.6            |
| 1993–94         | PHO             | 65              | 35.4            | .495            | .270            | .704            | 11.20           | 4.6             | 1.55            | .57             | 21.6            |
| 1994–95         | PHO             | 68              | 35.0            | .486            | .338            | .748            | 11.10           | 4.1             | 1.62            | .66             | 23.0            |
| 1995–96         | PHO             | 71              | 37.1            | .500            | .280            | .777            | 11.60           | 3.7             | 1.61            | .79             | 23.2            |
| 1996–97         | HOU             | 53              | 37.9            | .484            | .283            | .694            | 13.50           | 4.7             | 1.30            | .47             | 19.2            |
| 1997-98         | HOU             | 68              | 33.0            | .485            | .214            | .746            | 11.70           | 3.2             | 1.04            | .41             | 15.2            |
| 1998-99         | HOU             | 42              | 36.3            | .478            | .160            | .719            | 12.30           | 4.6             | 1.02            | .31             | 16.1            |
| 1999-00         | HOU             | 20              | 31.0            | .477            | .231            | .645            | 10.50           | 3.2             | .70             | .20             | 14.5            |
| Karrier         |                 | 1,073           | 36.7            | .541            | .266            | .735            | 11.70           | 3.9             | 1.54            | .83             | 22.1            |
| Playoff         |                 | 123             | 39.4            | .513            | .255            | .717            | 12.90           | 3.9             | 1.57            | .88             | 23.0            |
| All-Star        |                 | 9               | 23.2            | .495            | .250            | .625            | 6.70            | 1.8             | 1.33            | .44             | 12.6            |

| Karrier  | Karrier | Karrier | Karrier      | Karrier   | Karrier     | Karrier | Karrier | Karrier | Karrier | Karrier | Karrier |
| Év       | Csapat  | Perc    | MG/M         | 3P/M–A    | BD/M–A      | TRB     | GP      | Lopás   | Blokk   | Pont    |         |
| -------- | ------- | ------- | ------------ | --------- | ----------- | ------- | ------- | ------- | ------- | ------- | ------- |
| 1984–85  | PHI     | 2,347   | 427–783      | 1–6       | 293–400     | 703     | 155     | 95      | 80      | 1,148   |         |
| 1985–86  | PHI     | 2,952   | 595–1,041    | 17–75     | 396–578     | 1,026   | 312     | 173     | 125     | 1,603   |         |
| 1986–87  | PHI     | 2,740   | 557–937      | 21–104    | 429–564     | 994     | 331     | 119     | 104     | 1,564   |         |
| 1987–88  | PHI     | 3,170   | 753–1,283    | 44–157    | 714–951     | 951     | 254     | 100     | 103     | 2,264   |         |
| 1988–89  | PHI     | 3,088   | 700–1,208    | 35–162    | 602–799     | 986     | 325     | 126     | 67      | 2,037   |         |
| 1989–90  | PHI     | 3,085   | 706–1,177    | 20–92     | 557–744     | 909     | 307     | 148     | 50      | 1,989   |         |
| 1990–91  | PHI     | 2,498   | 665–1,167    | 44–155    | 475–658     | 680     | 284     | 110     | 33      | 1,849   |         |
| 1991–92  | PHI     | 2,881   | 622–1,126    | 32–137    | 454–653     | 830     | 308     | 136     | 44      | 1,730   |         |
| 1992–93  | PHO     | 2,859   | 716–1,376    | 67–220    | 445–582     | 928     | 385     | 119     | 74      | 1,944   |         |
| 1993–94  | PHO     | 2,298   | 518–1,046    | 48–178    | 318–452     | 727     | 296     | 101     | 37      | 1,402   |         |
| 1994–95  | PHO     | 2,382   | 554–1,141    | 74–219    | 379–507     | 756     | 276     | 110     | 45      | 1,561   |         |
| 1995–96  | PHO     | 2,632   | 580–1,160    | 49–175    | 440–566     | 821     | 262     | 114     | 56      | 1,649   |         |
| 1996–97  | HOU     | 2,009   | 335–692      | 58–205    | 288–415     | 716     | 248     | 69      | 25      | 1,016   |         |
| 1997–98  | HOU     | 2,243   | 361–744      | 18–84     | 296–397     | 794     | 217     | 71      | 28      | 1,036   |         |
| 1998–99  | HOU     | 1,526   | 240–502      | 4–25      | 192–267     | 516     | 192     | 43      | 13      | 676     |         |
| 1999–00  | HOU     | 620     | 106–222      | 6–26      | 71–110      | 209     | 63      | 14      | 4       | 289     |         |
| Karrier  |         | 39,330  | 8,435–15,605 | 538–2,020 | 6,349–8,643 | 12,546  | 4,215   | 1,648   | 888     | 23,757  |         |
| Playoff  |         | 4,849   | 1,009–1,965  | 64–251    | 751–1,048   | 1,582   | 482     | 193     | 108     | 2,833   |         |
| All-Star |         | 209     | 45–91        | 3–12      | 20–32       | 60      | 16      | 12      | 4       | 113     |         |

## Bibliográfia
- Barkley, Charles, Michael Wilbon. I May Be Wrong but I Doubt It. Random House (2002). ISBN 0-375-50883-X
- Barkley, Charles, Michael Wilbon. Who's Afraid of a Large Black Man?. Penguin Press (2005). ISBN 1-594-20042-4